# Norops tropidogaster
Norops tropidogaster är en ödleart som beskrevs av  Hallowell 1856. Norops tropidogaster ingår i släktet Norops och familjen Polychrotidae. Inga underarter finns listade i Catalogue of Life.